# Патрік Немет
Патрік Немет (швед. Patrik Nemeth; 8 лютого 1992, м. Стокгольм, Швеція) — шведський хокеїст, захисник. Виступає за «Даллас Старс» у Національній хокейній лізі.
Вихованець хокейної школи АІК (Стокгольм). Виступав за АІК (Стокгольм), «Техас Старс» (АХЛ).
В чемпіонатах Швеції — 84 матчі (1+9), у плей-оф — 7 матчів (0+0). В чемпіонатах НХЛ — 13 матчі (0+0), у турнірах Кубка Стенлі — 5 матчів (0+0).
У складі молодіжної збірної Швеції учасник чемпіонатів світу 2011 і 2012. У складі юніорської збірної Швеції учасник чемпіонату світу 2010.
Досягнення
- Переможець молодіжного чемпіонату світу (2012)
- Срібний призер юніорського чемпіонату світу (2010).
- Володар Кубка Колдера (2014)